# Hurtova Lhota
Hurtova Lhota település Csehországban, a Havlíčkův Brod-i járásban. Hurtova Lhota Michalovice, Krásná Hora és Havlíčkův Brod településekkel határos. Lakosainak száma 243 fő (2024. január 1.).

## Népesség
A település lakosságának változását az alábbi diagram mutatja:
| Lakosok száma | 270  | 267  | 263  | 214  | 209  | 223  | 237  | 244  | 250  | 243  |
|               | 1869 | 1890 | 1921 | 1950 | 1980 | 2001 | 2017 | 2019 | 2022 | 2024 |